# Horst Bredekamp

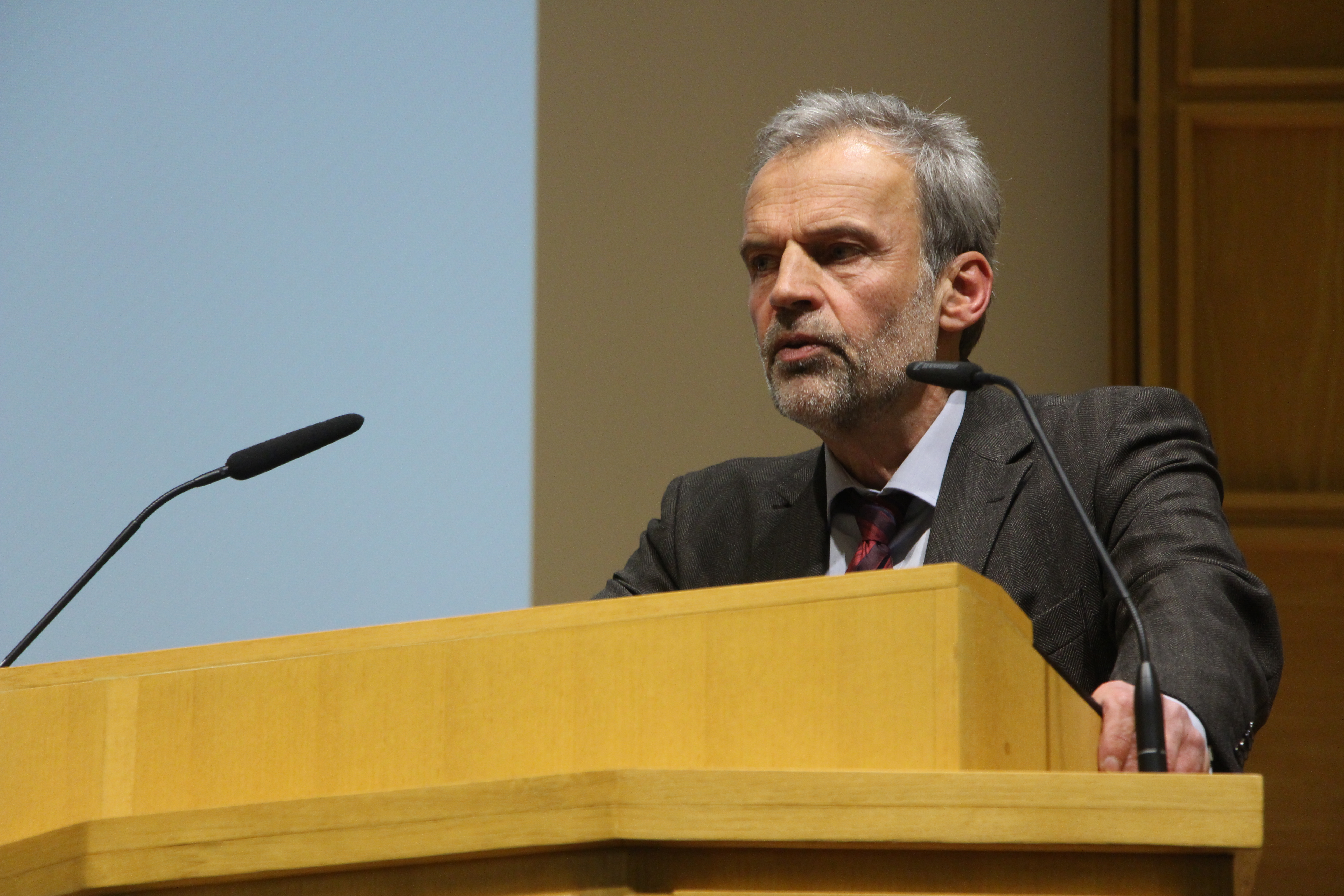
Horst Bredekamp, 2015

Horst Bredekamp (* 29. April 1947 in Kiel) ist ein deutscher Kunsthistoriker und Bildwissenschaftler.

## Leben und Wirken
Bredekamp wuchs als Sohn des Marineoffiziers Gerhard Bredekamp und seiner Frau Hildegard (geb. Nehring) in Kiel auf. Nach dem Abitur 1966 leistete er seinen Wehrdienst bei der Marine. Er studierte Kunstgeschichte, Archäologie, Philosophie und Soziologie in Kiel, München, Berlin und Marburg. 1974 wurde er mit einer Arbeit über die Kunst als Medium sozialer Konflikte, insbesondere die Bilderkämpfe von der Spätantike bis zur Hussitenrevolution, an der Philipps-Universität Marburg promoviert. Sein Doktorvater war Martin Warnke. Bredekamp arbeitete zunächst als Volontär am Liebieghaus in Frankfurt am Main und ab 1976 als Assistent am Kunstgeschichtlichen Seminar der Universität Hamburg.
1982 erhielt er den Ruf auf eine Professur für Kunstgeschichte an der Universität Hamburg; 1993 wechselte er an die Humboldt-Universität zu Berlin. 2005 hatte er die Gadamer-Stiftungsprofessur in Heidelberg inne. Gastaufenthalte verbrachte Bredekamp zudem am Institute for Advanced Study, Princeton (1991), Wissenschaftskolleg zu Berlin (1992), Getty Center (Los Angeles, 1995 und 1998) und am Collegium Budapest (1999). Von 2003 bis 2012 war er Permanent Fellow des Wissenschaftskollegs zu Berlin. Seit 2004 ist Bredekamp Mitglied der Berlin Brandenburgischen Akademie der Wissenschaften sowie Mitglied der Deutschen Akademie der Naturforscher Leopoldina in Halle. Bredekamp ist außerdem Mitglied der Academia Europaea, der American Academy of Arts and Sciences sowie der Akademie der Wissenschaften Turin.
Die Forschungsschwerpunkte von Bredekamp sind Bildersturm, Skulptur der Romanik, Kunst der Renaissance und des Manierismus, Politische Ikonographie, Kunst und Technik, Neue Medien. Im Zuge seines Wechsels nach Berlin setzte er sich für die Überführung des Census of Antique Works of Art and Architecture Known in the Renaissance an die Humboldt-Universität ein.
2000 gründete er gemeinsam mit Jochen Brüning das Hermann von Helmholtz-Zentrum für Kulturtechnik (HZK) der Humboldt-Universität zu Berlin sowie dort die Abteilung Das Technische Bild. Von 2008 bis 2019 leitete Bredekamp die Forschergruppe Bildakt und Verkörperung an der Humboldt-Universität zu Berlin. Im Juni 2012 konnte er gemeinsam mit dem Kultur- und Medienhistoriker Wolfgang Schäffner für die Humboldt-Universität im Rahmen der zweiten Phase der Exzellenzinitiative von Bund und Ländern die Förderung des Exzellenzclusters Bild Wissen Gestaltung. Ein interdisziplinäres Labor einwerben. Im Frühjahr 2015 wurde er neben Neil MacGregor (Leitung) und Hermann Parzinger in die Gründungsintendanz des künftigen Humboldt Forums berufen und war dort bis Juni 2018 tätig. Seit 2019 ist Bredekamp Mitbegründer und Senior Speaker des Exzellenzclusters Matters of Activity.

## Bildakt-Theorie

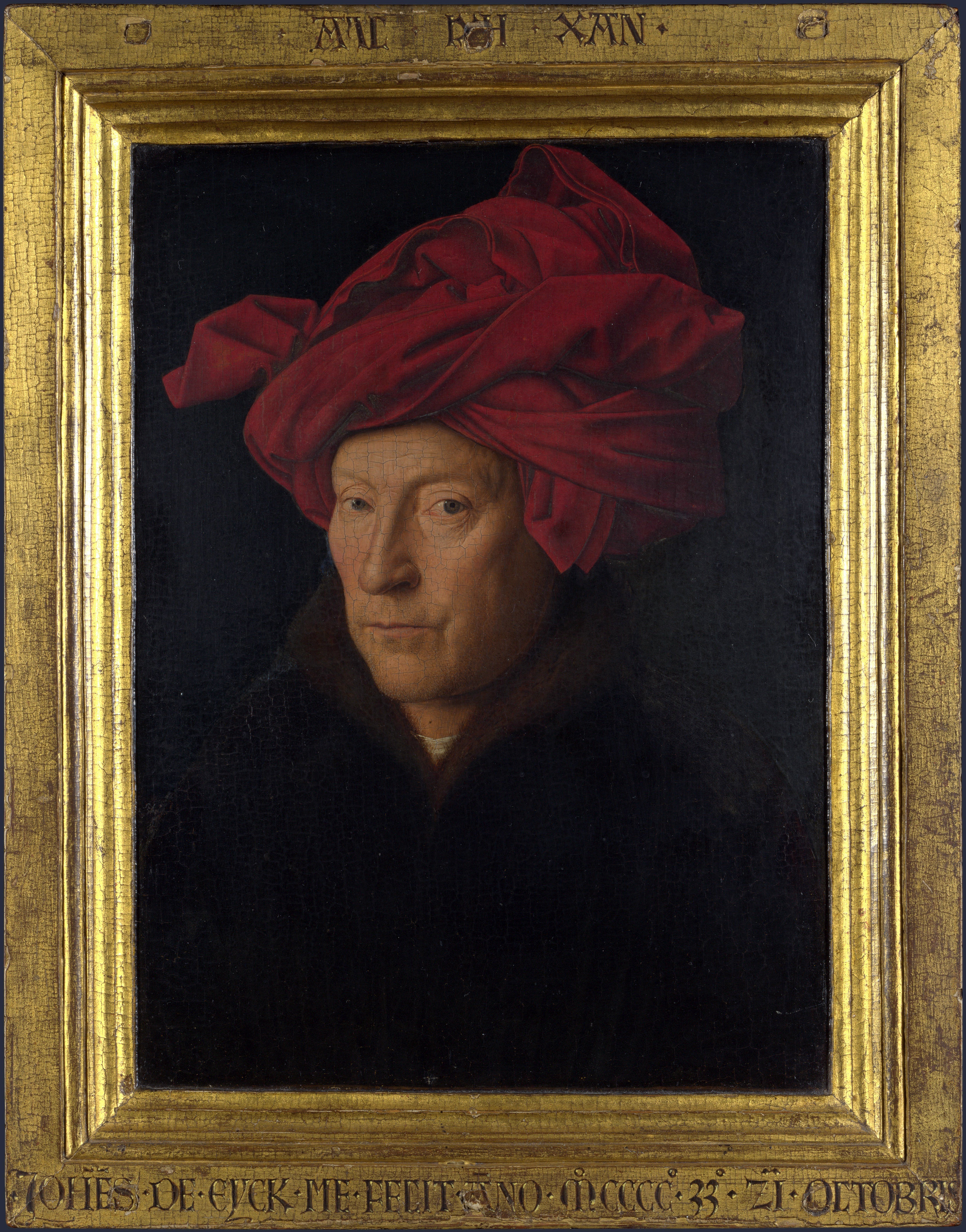
Jan van Eyck, „Mann mit dem roten Turban“ (1433), National Gallery London.

Bredekamps Theorie des Bildakts untersucht entgegen einer weitgehend vorherrschenden konstruktivistischen Auffassung der Wirklichkeit und des Umganges mit Bildern die autonome Kraft des Bildes. Im Aufeinandertreffen von Betrachter und Bild entfaltet der Rezipient demnach nicht allein seine eigene, subjektive Wahrnehmung des Bildes, sondern wird mit einem Gegenüber konfrontiert, das in seiner distinkten Form Autonomie besitzt und ausübt.
Wie David Freedberg in seiner grundlegenden Untersuchung The Power of Images (1989), knüpft auch Bredekamp an Aby Warburgs Bildwissenschaft an und verwendet einen erweiterten Bildbegriff: Das 'Bild' schließt alle materiellen Artefakte ein, die ein Minimum an menschlicher Bearbeitung zeigen. Während Freedbergs Methodik in einer Untersuchung der Gebrauchsweisen populärer Bilder wie religiöser Votivbilder besteht, bezieht Bredekamp in seinen Ansatz weitere Bildmedien mit ein und bemüht sich um eine Ausdifferenzierung des Ansatzes. Der Terminus Bildakt ist als Gegenmodell zu dem aus der Sprachwissenschaft entstammenden Begriff des Sprechakts angelegt. Das Bild wird in dieser Übertragung in der Rolle des Sprechenden verortet. In der künstlerischen Praxis zeigt sich diese Form der „reflexive[n] Beseelung“ etwa durch sprechende Werke, auf denen Inschriften mit Selbstaussagen formuliert sind. Die bekannte Formel „me fecit“ (dt. „hat mich gemacht“) benennt beispielsweise auf dem Rahmen von Jan van Eycks Mann mit dem roten Turban („JOH[ANN]ES DE EYCK ME FECIT A[N]NO MCCC 33 21 OCTOBRIS“; dt.: Jan Van Eyck hat mich im Jahr 1433 am 21. Oktober gemacht) auf diese Weise „die Doppelexistenz des Werks als geschaffenes Objekt und autonomes Subjekt“.

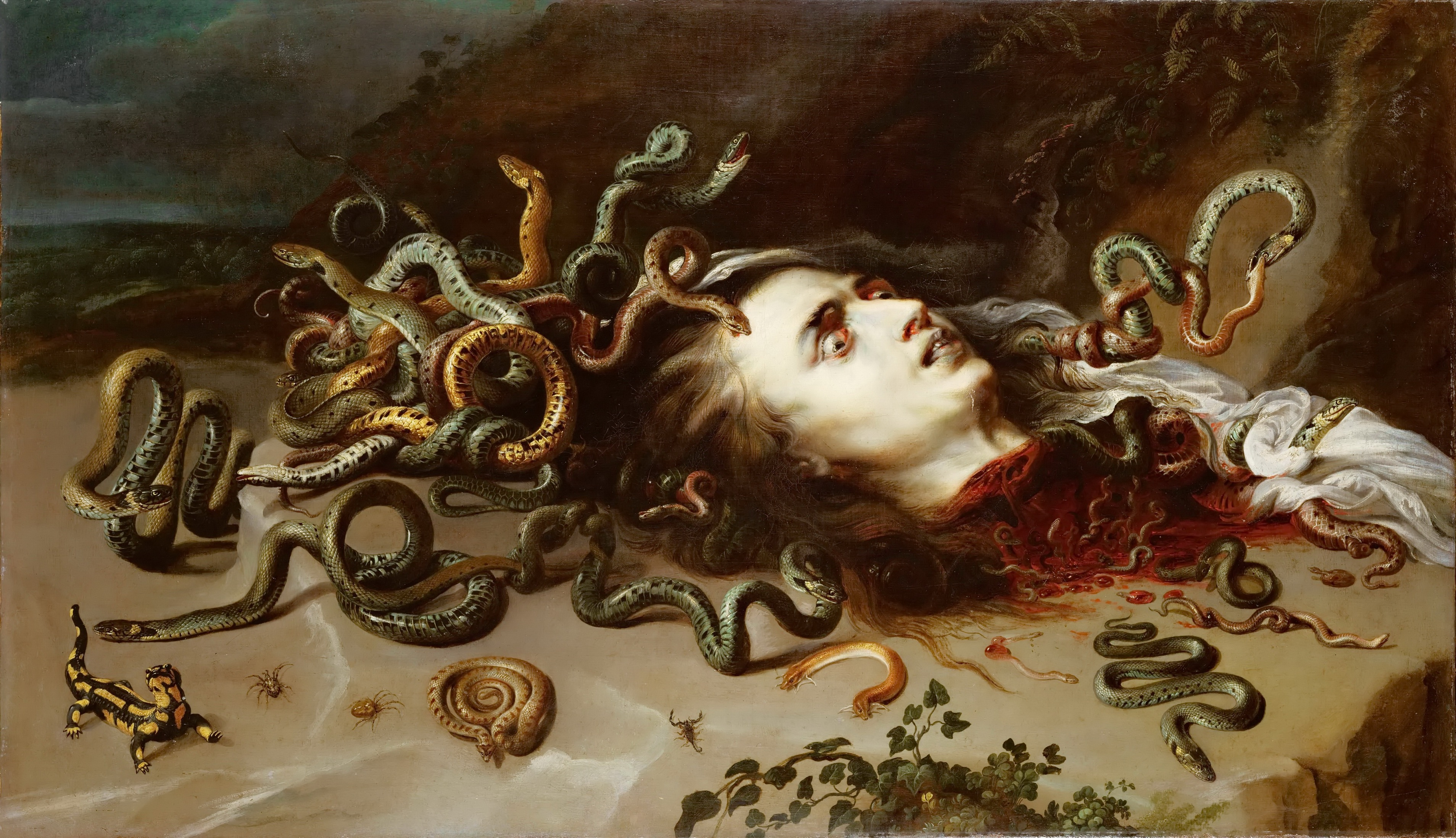
Peter Paul Rubens und Frans Snyders, „Kopf der Medusa“ (zwischen 1610 u. 1625), Wien, Kunsthistorisches Museum.

Bredekamp unterscheidet drei verschiedene Formen des Bildakts:
Der schematische Bildakt bezeichnet Bildpraktiken, die eine Verlebendigung des Bildes erreichen, indem sie sich der Körperschemata bedienen oder Körper selbst zu Bildern machen. Als Beispiel werden etwa die Tableaux Vivants genannt.
Der substitutive Bildakt beschreibt die Austauschbarkeit von Bild und Körper. Diese Rolle des Bildes zeige sich im Ikonoklasmus, wenn Bilder bestraft werden wie lebendige Menschen, oder als Mittel des Terrors Menschen getötet werden, „um sie zu Bildern der Destruktion werden zu lassen“. Beispiele hierfür reichen vom Reformatorischen Bildersturm über Schandbilder wie Leonardo da Vincis Zeichnung des Bernardo Bandini Baroncelli bis hin zu aktuellen Terrortaktiken des so genannten IS, der Menschen als lebendige Bilder und Bilder als lebendige Feinde vernichtet. Der substitutive Bildakt erschließt mithin die soziale Dimension der Bilder, das heißt ihre Funktion bei der Erzeugung und Rezeption von Sozialität.
Der intrinsische Bildakt benennt die Wirkung, die von der Spezifik des Materials und den gestalteten Formen ausgeht, und eröffnet damit eine ontologische Ebene der Betrachtung. Bredekamps Vorgehen besteht jedoch nicht darin, Bildwirkung auf vermeintlich objektive Tatsachen zu reduzieren, sondern im Gegenteil eine Ambiguität der Interpretation schon auf Ebene der Stofflichkeit aufzuzeigen. Auf die von Bildern ausgehende Macht oder die ihnen innewohnende „potentia“ weist Bredekamp etwa durch Beispiele ihrer gezielten Verhüllung hin. Hierzu zählt er die Verdeckung von Pablo Picassos Antikriegsbild Guernica in der UN, anlässlich einer Kriegserklärung Colin Powells 2003 ebenso wie die gezielte Verhüllung durch Vorhänge von Gustave Courbets Skandalbild Der Ursprung der Welt oder Peter Paul Rubens’ Haupt der Medusa.
Während Rezensenten einerseits die theoretische Verallgemeinerbarkeit des Konzepts vermissten („um Theorie in einem einigermaßen belastungsfähigen Sinn geht es offensichtlich nicht“; „das theoretische Instrument des Bildakts [ist] seltsam stumpf“) wurde das Buch andererseits auch als „radikale[n], wegweisende[n] Studie“ gelobt. Die internationale Rezeption der englischen Übersetzung griff ähnliche Kritikpunkte auf (“in general, the book lacks conceptual exposition and analysis of some of its key ideas”), lobte jedoch zugleich auch den herausfordernden Ansatz einer alternativen Bilderfahrung („His book paints on a vast canvas that challenges us to understand why the pictures we love or hate exercise that power“). Bredekamps Publikation hat mehrfache Auflagen erfahren und wurde bislang in sechs Sprachen übersetzt, unter anderem ins Italienische als „Atto iconico“, ins Französische als „Théorie de l’acte d’image“, ins Portugiesische und Spanische als „Acto Icónico“ und ins Englische als „Image Acts“. Besondere Aufmerksamkeit erfährt die Bildakt-Theorie im asiatischen Kulturraum, weil sie als Parallele zu den eigenen ästhetischen Konzepten begriffen wird. Hiervon zeugt auch die Übersetzung der Theorie des Bildakts ins Chinesische.

## Humboldt Forum
Am 18. April 2001 formulierte Horst Bredekamp ein Konzept für das Humboldt Forum „als wissenschafts-geschichtliches Museum“ vor der Expertenkommission „Historische Mitte Berlin“ im Rahmen des öffentlichen Hearings und parallel dazu in der FAZ. Er begründete, dass die weltumspannende und zugleich im Sinne von Gottfried Wilhelm Leibniz egalitäre Kunstkammer des Berliner Schlosses nicht nur der Nukleus der Berliner Museen, sondern auch der wissenschafts-geschichtlichen Sammlungen der Friedrich-Wilhelms-Universität zu Berlin gewesen sei. Es bestehe „die nicht wiederkehrende Chance, daß die Kunstkammer in zeitgemäßer Form an ihren alten Standort zurückfindet.“
Gemeinsam mit dem Vorhaben der Etablierung der Berliner Landesbibliothek im Schloss und der Repräsentation der außereuropäischen Sammlungen der Stiftung Preußischer Kulturbesitz, die in ihrem historischen Kern ebenfalls aus der Kunstkammer des Schlosses stammen, wurde dieses Konzept von der Expertenkommission angenommen und dem Bundestag vorgelegt. Dieser verabschiedete es am 2. Juli 2002.
Seither hat Horst Bredekamp in den steuernden Gremien zum Wiederaufbau des Schlosses und der Gründung des Humboldt Forums mitgearbeitet. Von April 2015 bis Juni 2018 wurde er gemeinsam mit Neil MacGregor und Hermann Parzinger zum Gründungsintendanten des Humboldt Forums berufen. Gemeinsam mit Peter-Klaus Schuster hatte er die Geschichte des Humboldt-Forums mitsamt Dokumenten herausgegeben. In einer Analyse der Berliner Architekturgeschichte aus dem Jahr 2018 hat Bredekamp die baulichen Verbindungen sowohl des alten Berliner Schlosses wie auch des neuen Humboldt Forums von Architekt Franco Stella zur italienischen Kunst betont. Bredekamp betont eine Sammlungsgeschichte, die, von der Kunstkammer als Weltmuseum ausgehend, die Sammlung von Artefakten zunächst fremder Kulturen als Instrument kritischer Selbsterkenntnis und als Werbung für das Verständnis des „Anderen“ begreift. Diesen Bezug auf die antikolonialen Traditionen des Sammelns hat er zuletzt im Buch Aby Warburg der Indianer (2019) verfolgt.

## „Galilei der Künstler“
Im Jahr 2007 erschien Bredekamps Monografie Galilei der Künstler. Der Mond, die Sonne, die Hand, die auch eine im Jahr 2005 in einem US-amerikanischen Antiquariat aufgetauchte Spezialausgabe von Galileis Sidereus Nuncius miteinbezog. In dieser Ausgabe waren bisher unbekannte, Galilei zugeschriebene Tuschezeichnungen enthalten. Nach eingehender Prüfung inklusive material-technischer Studien wurde diese sensationelle Spezialausgabe von einem Forscherteam unter Leitung von Bredekamp für echt befunden. Bredekamps Monografie zufolge offenbaren Galileis durch das Teleskop gewonnene Mond- und Sonnenzeichnungen, dass der Stil der Darstellungen über den Sinn des Dargestellten entschied, d. h. die Zeichenkunst Galileis als ein wesentliches Instrument seiner Forschungen zu verstehen sei, Galileis naturwissenschaftlicher Erkenntnisprozess quasi beim künstlerischen Zeichnen erfolgt sei.
Die 2005 aufgetauchte Ausgabe erwies sich dann ab 2012 indes als Fälschung, die mutmaßlich von dem italienischen Antiquar Marino Massimo De Caro in den US-amerikanischen Antiquitätenhandel gebracht worden war. Wenngleich ab Mai 2012 davon auszugehen war, dass es sich bei der Spezialausgabe des Sidereus Nuncius um eine Fälschung handeln musste, wurde die deutsche Öffentlichkeit nicht informiert. Peter Frensch, der Vizepräsident der Humboldt-Universität, wies stattdessen Bredekamp und seine Forschergruppe an, den verdächtigen „Sternenboten“ erneut zu untersuchen, und die Ergebnisse offiziell in einer weiteren Publikation vorzustellen. Der Fall wurde im Dezember 2013 in der deutschen Öffentlichkeit in Reaktion auf einen Artikel im New Yorker publik und in der Folge breit diskutiert.
Am 14. Februar 2014 stellten Bredekamp und seine Forschergruppe an der Humboldt-Universität die dritte Publikation zu der Spezialausgabe vor, in der sie die Ergebnisse der ersten beiden Bände revidierten und die Spezialausgabe des Sidereus Nuncius als Fälschung bestätigten. Die  2007 publizierte Monographie Galilei der Künstler wurde von Bredekamp daraufhin 2015 unter dem Titel Galileis denkende Hand in einer neuen Fassung – „bereinigt um eine fehlerhafte Zuschreibung“ – vorgelegt.

## Historische Bildwissenschaft
Um jene Wurzeln der Kunstgeschichte als allgemeine Bildgeschichte aufzunehmen, aus denen die Disziplin im 19. Jahrhundert entwickelt wurde, hat Bredekamp den einstmals kunsthistorischen Forschungsbereich der Vor- und Frühgeschichte in seine jüngsten Untersuchungen re-integriert. Damit baute er auch wissenschaftliche Verbindungen in Bereiche jenseits der bildenden Kunst aus. Hier sind für ihn insbesondere die Anwendung bildkritischer Methoden und die Theoriebildung visueller Erkenntnis auf den Feldern naturwissenschaftlich-technischer und medizinischer Bildgebung von Bedeutung. Aus seinen Forschungen zur historischen Bildwissenschaft gingen bereits die Zeitschrift Bildwelten des Wissens (seit 2003), sowie das auf Englisch übersetzte Standardwerk Das Technische Bild (2008 und 2015) hervor.

## Michelangelo
Im Jahr 2021 veröffentlichte Bredekamp eine vielbeachtete Monographie zu Michelangelo Buonarroti. Im laut Kunsthistoriker Ulrich Pfisterer „wunderbar produzierten“ Buch wird versucht, die Biographie aus der Analyse des Werks heraus zu entwickeln. Bredekamps Buch entfalte so „eine entscheidend neue Deutungsperspektive zwischen Konsequenz, Freiheit und Fragilität“. Kunstkritikerin Kia Vahland bescheinigte in der Süddeutschen Zeitung dem Buch „das Zeug zum Standardwerk“. Alexander Camman spricht in der ZEIT von einem „Meisterwerk“. Das Buch war für den Preis der Leipziger Buchmesse 2022 im Bereich Sachbuch/Essayistik nominiert und erhielt in Italien den renommierten Premio Flaiano.

## Bild-Weltbürgerkrieg
Einer der Forschungsschwerpunkte Bredekamps, die politische Ikonologie, hat seit den 1990er Jahren dazu geführt, gegenwärtige Bildpolitiken im Internet und den Neuen Medien zu analysieren. Im Sinne des substitutiven Bildakts untersucht Bredekamp hierzu insbesondere öffentlichkeitswirksame Grenzüberschreitungen zwischen Bild und Körper als Zeichen eines in Anlehnung an den Soziologen Hanno Kesting als „Bild-Weltbürgerkrieg“ bezeichneten Vorganges zu deuten, der sich ständig in wechselnden Frontlinien ereigne. Medienpolitisch bricht ihm zufolge ein genereller Verlust an Distanz immer radikaleren Zügen des Zusammenhanges von Bildersturm und Hinrichtungen Bahn.
Der Verlust des staatlichen Gewaltmonopols komme dabei vielerorts mit der psychologischen Aufheizung von Empörungskulturen und Clickbaiting-Effekten zusammen. Mehrfach führte Bredekamp aus, dass das Betrachten der im Terror vollzogenen Tötungen von Menschen zum Zweck, Bilder dieser Aktionen zu erzeugen, eine eigene, zu problematisierende Art von Komplizenschaft bedeute.

## Fußball
In einem Buch sowie mehreren Aufsätzen und Interviews hat sich Bredekamp, selbst aktiver Fußballspieler, seit 1982 mit der visuellen Kultur des Fußballs und ihrer Historie beschäftigt. Hierzu gehört als Monographie die Geschichte des Florentiner „calcio“ in der Renaissance, einer rugby-ähnlichen Vorform des Sports.

## Veröffentlichungen (Auswahl)
Monographien
- Kunst als Medium sozialer Konflikte. Bilderkämpfe von der Spätantike bis zur Hussitenrevolution. Suhrkamp, Frankfurt am Main 1975, ISBN 3-518-00763-7.
- mit Herbert Beck und Wolfgang Beeh: Kunst am Mittelrhein um 1400, Liebieghaus, Frankfurt am Main 1975.
- Vicino Orsini und der heilige Wald von Bomarzo. Ein Fürst als Künstler und Anarchist, mit Fotografien von Wolfram Janzer. 2 Bände. Wernersche Verlagsgesellschaft, Worms 1985, ISBN 3-88462-026-6; 2., überarbeitete Aufl. 1991, ISBN 3-88462-061-4.
- Sandro Botticelli: Primavera. Florenz als Garten der Venus. Fischer, Frankfurt am Main 1988; Neuausgabe Wagenbach, Berlin 2002.
- Florentiner Fussball. Die Renaissance der Spiele: Calcio als Fest der Medici. Campus, Frankfurt am Main, New York und Éditions de la Fondation Maison des Sciences de l'Homme, Paris 1992, ISBN 3-593-34957-4. Veränderte Ausgabe Wagenbach, Berlin 2001.
- Antikensehnsucht und Maschinenglauben. Die Geschichte der Kunstkammer und die Zukunft der Kunstgeschichte, Wagenbach, Berlin 1992.
- Repräsentation und Bildmagie der Renaissance als Formproblem. Carl Friedrich von Siemens-Stiftung, München 1995.
- Sankt Peter in Rom und das Prinzip der produktiven Zerstörung. Bau und Abbau von Bramante bis Bernini, Wagenbach, Berlin 2000.
- Thomas Hobbes visuelle Strategien. Der Leviathan: Urbild des modernen Staates. Werkillustrationen und Portraits. Akademie, Berlin 1999. Stark veränderte Neuausgabe unter dem Titel Thomas Hobbes: Der Leviathan. Das Urbild des modernen Staates und seine Gegenbilder. 1651-2001, Akademie, Berlin 2003.
- Die Fenster der Monade. Gottfried Wilhelm Leibniz’ Theater der Natur und Kunst. Wagenbach, Berlin 2004.
- Darwins Korallen. Die frühen Evolutionsdiagramme und die Tradition der Naturgeschichte. Wagenbach, Berlin 2005, ISBN 978-3-8031-5173-5.
- Bilder bewegen. Von der Kunstkammer zum Endspiel, Wagenbach, Berlin 2007.
- Galilei der Künstler. Der Mond, die Sonne, die Hand, Akademie, Berlin 2007.
- Der Künstler als Verbrecher. Ein Element der frühmodernen Rechts- und Staatstheorie. Carl Friedrich von Siemens-Stiftung, München 2008.
- Michelangelo. Fünf Essays, Wagenbach, Berlin 2009.
- Theorie des Bildakts. Frankfurter Adorno-Vorlesungen 2007. Suhrkamp, Berlin 2010, Neufassung 2015, mehrfach überarbeitete Ausgabe, Wagenbach, Berlin 2015.
- Leibniz und die Revolution der Gartenkunst. Herrenhausen, Versailles und die Philosophie der Blätter, Wagenbach, Berlin 2012, ISBN 978-3-8031-5183-4.
- Der schwimmende Souverän. Karl der Große und die Bildpolitik des Körpers. Wagenbach, Berlin 2014, ISBN 978-3-8031-5186-5.
- Galileis denkende Hand. Form und Forschung um 1600. de Gruyter, Berlin, Boston 2015, ISBN 978-3-11-041457-8.
- mit Claudia Wedepohl: Warburg, Cassirer und Einstein im Gespräch. Kepler als Schlüssel der Moderne. Wagenbach, Berlin 2015, ISBN 978-3-8031-5188-9.
- Berlin am Mittelmeer. Kleine Architekturgeschichte der Sehnsucht nach dem Süden. Wagenbach, Berlin 2018; erweiterte Ausgabe, Berlin 2023, ISBN 978-3-8031-3727-2.
- Aby Warburg, der Indianer. Berliner Erkundungen einer liberalen Ethnologie. Wagenbach, Berlin 2019, ISBN 978-3-8031-3685-5.
- Art History and Prehistoric Art. Rethinking their Relationship in the Light of New Observations. Horst Gerson Lectures (Übers.: Mitch Cohen), Groningen 2019, ISBN 978-90-821290-3-8.
- Michelangelo. Wagenbach, Berlin 2021, ISBN 978-3-8031-3707-4.
- mit Gunter Gebauer: Die Wirklichkeit findet statt! Über notwendige Präsenz in Kunst und Sport.  Verlag der Buchhandlung Walther und Franz König, Köln 2021, ISBN 978-3-7533-0078-8.
- Sigmund Freuds figürliche Psychoanalyse. Der Moses Michelangelos und die Sammlung von Idolen. Schwabe, Basel 2023, ISBN 978-3-7965-4787-4.

Herausgeber
- (als Mitherausgeber der Zeitschrift): Bildwelten des Wissens. Kunsthistorisches Jahrbuch für Bildkritik. Bd. 1–10, Akademie Verlag, Berlin 2003–2014. Seit Bd. 11, de Gruyter, Berlin, Boston seit 2015.[66]
- (als Mitherausgeber der Reihe) Actus et Imago. Berliner Schriften für Bildaktforschung und Verkörperungsphilosophie. de Gruyter, Berlin, Boston, seit 2011.

## Auszeichnungen und Preise (Auswahl)
- 2001: Sigmund-Freud-Preis für wissenschaftliche Prosa der Deutschen Akademie für Sprache und Dichtung, Darmstadt
- 2005: Aby-M.-Warburg-Preis der Stadt Hamburg
- 2006: Max-Planck-Forschungspreis der Max-Planck-Gesellschaft und der Humboldt-Stiftung
- 2009: Richard Hamann-Preis der Philipps-Universität Marburg für hervorragende wissenschaftliche Leistungen in der Kunstgeschichte
- 2010: Meyer-Struckmann-Preis für geistes- und sozialwissenschaftliche Forschung[67]
- 2012: Fritz-Winter-Preis der Fritz-Winter-Stiftung[68]
- 2014: Pour le Mérite[69]
- 2015: Großes Bundesverdienstkreuz mit Stern[70]
- 2017: Schillerpreis der Stadt Marbach am Neckar
- 2022: Ehrendoktorwürde im Fach Philosophie an der Universität Turin[71]
- 2024: Ordentliches Mitglied der Bayerischen Akademie der Schönen Künste, Abteilung Bildende Kunst[72]
- 2024: Ritterkreuz des Verdienstordens der Italienischen Republik[73]